# Erigeron punjabensis
Erigeron punjabensis là một loài thực vật có hoa trong họ Cúc. Loài này được T.Akhtar & M.N.Chaudhri mô tả khoa học đầu tiên năm 1987.